# Dżamdżamun
Dżamdżamun – miejscowość w Egipcie, w muhafazie Kafr asz-Szajch. W 2006 roku liczyła 15 646 mieszkańców.